# Zhang Anda
Zhang Anda, född 25 december 1991, är en kinesisk professionell snookerspelare. Han blev professionell säsongen 2009/10.

## Karriär
År 2009: Zhang vinner Under-21 Championship emot Noppon Saengkham i finalen. Under sitt första år på huvudtouren lyckades Zhang också att kvala in till VM, vilket är ovanligt, endast 18 år gammal. Zhang är den fjärde kinesen genom tiderna som lyckats kvala in till VM. I första omgången blev han lottad mot den sjufaldiga världsmästaren Stephen Hendry. Zhang ledde matchen med 9-7 med tre frames kvar att spela, men Hendry vände och vann med 10-9.
År 2015: Når Crucible-VM men förlorar emot Joe Perry.
År 2016: Når 8-delsfinal i UK Championship. Kvalar igen till Crucible-VM, men förlorar emot Barry Hawkins i 16-delsfinalen.
År 2017: Når kvartsfinal för första gången i en rankingtävling, Indian Open, men förlorar med 4–3 emot Anthony McGill.
År 2018: Når kvartsfinalen i Paul Hunter Classic.
År 2021: Återtar en plats i proffstouren via CBSA China Tour.
År 2022: Vinner fyra matcher och når kvartsfinal i Welsh Open, där Zhang förlorar med 5–4 emot Hossein Vafaei. Gör sitt första maximumbreak på 147 i kvalificeringsrundorna i European Masters-EM.
År 2023: Vinner sex matcher och når sin första rankingfinal, i English Open. Leder med 7–3 emot Judd Trump men förlorar med 9–7. Tar hem sin första rankingtitel genom vinst med 10–6 emot Tom Ford i finalen i International Championship, där Zhang också gör sitt andra maximumbreak. Zhang är den sjätte spelaren från Kina som vinner en rankingtävling.

## Titlar
- ACBS Asian Under-21 Championship – 2009
- General Cup Qualifying Event – 2015
- International Championship – 2023